# 蒂尔斯河

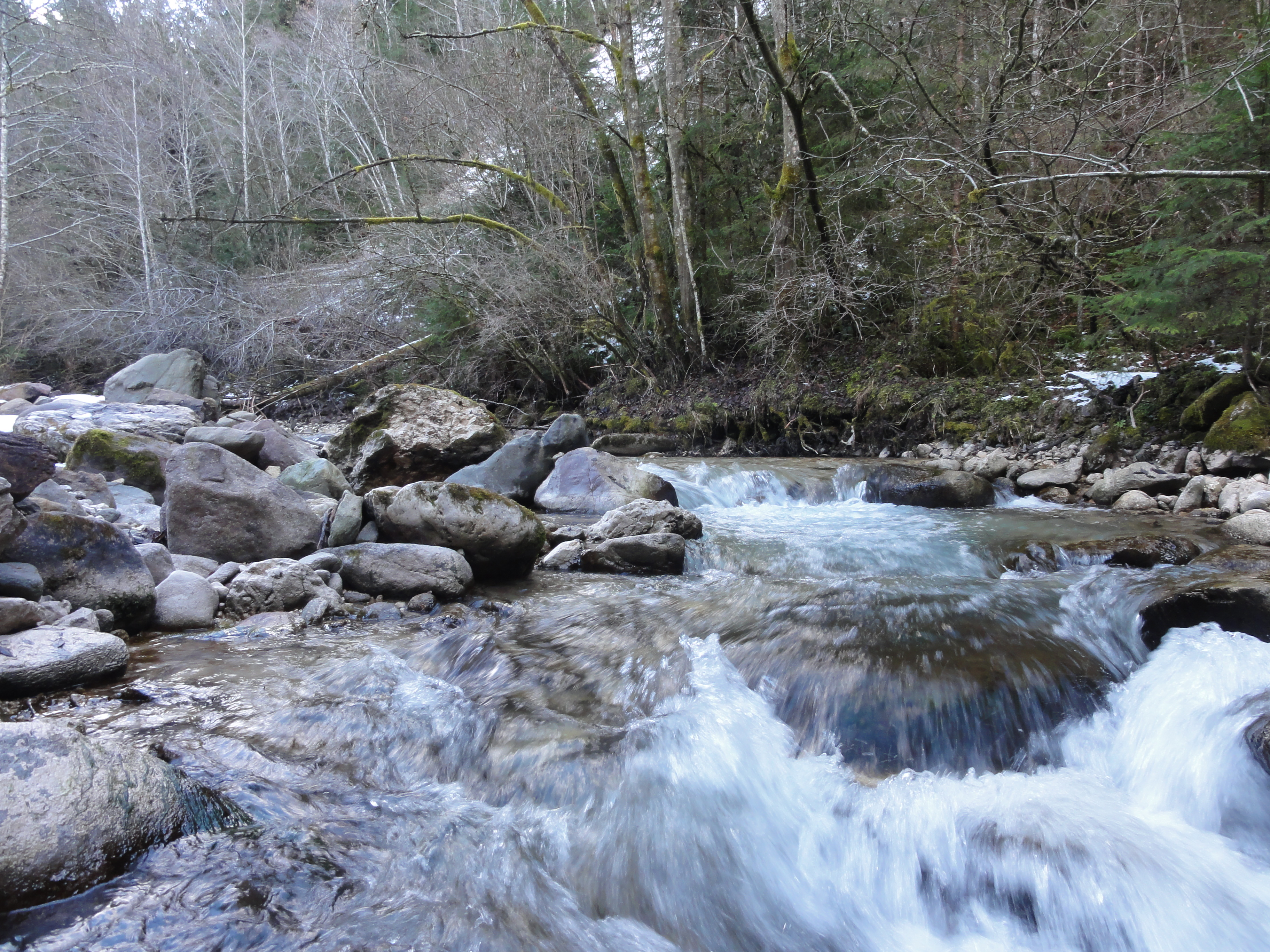
蒂尔斯河

蒂尔斯河（德語：Tierser Bach），又称布赖河（德語：Breibach）、布赖恩河（德語：Breienbach）、布里亚河（義大利語：rio Bria），是意大利南蒂罗尔的河流，河道全長約15公里，流域面積63平方公里，最終注入艾薩克河。

## 外部連結
- Civic Network of South Tyrol （页面存档备份，存于） （德文） （意大利文）